# Toffen
Toffen é uma comuna da Suíça, no Cantão Berna, com cerca de 2.322 habitantes. Estende-se por uma área de 4,88 km², de densidade populacional de 476 hab/km². Confina com as seguintes comunas: Belp, Belpberg, Gelterfingen, Kaufdorf, Niedermuhlern, Rüeggisberg, wald.
A língua oficial nesta comuna é o Alemão.